# Aphelidesmus goudoti
Aphelidesmus goudoti är en mångfotingart som först beskrevs av Paul Gervais 1847.  Aphelidesmus goudoti ingår i släktet Aphelidesmus och familjen Aphelidesmidae. Inga underarter finns listade i Catalogue of Life.